# Arnold Belkin
Pour les articles homonymes, voir Belkin (homonymie).
Arnold Belkin, né le 9 décembre 1930 à Calgary au Canada et mort en 1992 au Mexique, est un peintre.

## Biographie
Arnold Belkin naît le 9 décembre 1930 à Calgary sous le nom d'Arnold Lewis Belken Greenberg,. Son père est un immigrant juif russe qui joue un rôle important dans la communauté juive de Vancouver lorsque la famille s'y installe peu après sa naissance. Sa mère est une immigrante juive d'Angleterre,.
Il commence à dessiner et à peindre dès son plus jeune âge. Ses parents sont socialistes, ce qui influencera son travail artistique ultérieur et lui donnera un goût prononcé pour les questions sociales et les droits des personnes défavorisées.
Il s'installe au Mexique en 1948. Dans une variante du post-modernisme, il emprunte à toutes les époques de l'art, anciennes et modernes. Il permet ainsi à des dignitaires du XVIIe siècle de coexister dans la même composition avec des robots cubistes « design »  et des modèles à la manière de Schlemmer.
Arnold Belkin meurt en 1992 au Mexique.